# Hans Murawski
Hans Murawski (* 12. Februar 1915 im späteren Wuppertal; † 9. Mai 1994 in Frankfurt am Main) war ein deutscher Geologe. Er war Professor und Direktor des Geologisch-Paläontologischen Instituts an der Universität Frankfurt.

## Leben
Murawski, der Sohn des Chemikers Walter Murawski, studierte ab 1934 Geologie in Frankfurt und Breslau, in Frankfurt war er Mitglied der Alten Straßburger Burschenschaft Germania geworden. Nach dem Wehrdienst im Zweiten Weltkrieg ab 1939 setzte er sein Studium in Göttingen fort. 1951 habilitierte er sich bei Erich Bederke an der Universität Göttingen (Die Entwicklungsgeschichte des jüngeren Tertiärs westlich des Leinegrabens). 1954/55 war er Diätendozent an der TH Karlsruhe und ab 1955 Kustos und Privatdozent am Geologischen Institut der Universität Köln. Ab 1957 war er dort wissenschaftlicher Rat und Professor. 1968 wurde er ordentlicher Professor für Geologie und Paläontologie in Frankfurt und gleichzeitig Direktor des Geologisch-Paläontologischen Instituts.
Murawski befasste sich vor allem mit Tektonik und unter anderem mit tertiärem Basalt-Vulkanismus in Niedersachsen und der Geologie des Spessarts. Er war in den 1970er Jahren Initiator des DFG-Projekts Geotraverse Rhenoherzynikum durch das Rheinische Schiefergebirge.
Bekannt ist er vor allem durch sein in vielen Auflagen erschienenes Geologisches Wörterbuch.
Er war seit 1942 verheiratet.

## Schriften
- mit Wilhelm Meyer: Geologisches Wörterbuch. Spektrum, Heidelberg, 12. Auflage 2010, ISBN 978-3-8274-1445-8 (1937 bis 1998 im Enke Verlag, Stuttgart, anfangs noch mit Begründer Carl Christoph Beringer erschienen; 1972, 1983, 1992 und 1998 gab es auch eine dtv-Taschenbuchausgabe).
- „Nur ein Stein.“ Einführung in die geologische Entwicklung und die geologische Erforschungsgeschichte des Spessarts. Museen der Stadt Aschaffenburg, Aschaffenburg 1992, ISBN 3-924436-03-7.
- als Herausgeber (und Autor von: Tektonik): Vom Erdkern bis zur Magnetosphäre. Aktuelle Probleme der Erdwissenschaften. 21 Wissenschaftler berichten über den heutigen Stand der Forschung. Umschau, Frankfurt am Main 1968.
- als Herausgeber mit K. v. Gehlen, H. Mälzer, Karl Fuchs, A. Semmel: Plateau Uplift – The Rhenish Massif – A Case History. Springer Verlag, 1983